# The Mummers' Dance
"The Mummers' Dance" er en sang af den canadisk sanger og multiinstrumentalist Loreena McKennitt. Sangen er skrevet og komponeret af McKennitt, og den blev udgivet som en single fra hendes album The Book of Secrets i 1997. Sangen omhandler de årlige mummerskuespil, som bliver opført af skuespilsgrupper, ofte ved under besøg i private hjem. Teksten indikerer, at det er det er forår.
"The Mummers' Dance" nåede tiendepladsen i Canada, og var et overraskende stort hit i USA; hvor den toppede som nummer 18 på Billboard Hot 100, nummer 3 på Adult Top 40 og nummer 1 på Adult Alternative Songs. Den blev brugt som tema til tv-serien Legacy. Den blev også brugt i traileren til filmen Ever After (1998), med Drew Barrymore, samt på soundtracket til den brasilianske telenovela Corpo Dourado.

## Spor
| 1. | "The Mummers' Dance" (single version) | 4:00 |
| 2. | "The Mummers' Dance" (album version)  | 6:08 |
| 3. | "The Mystic's Dream"                  | 7:40 |

| 1. | "The Mummers' Dance" (single version) | 4:00 |
| 2. | "The Mummers' Dance"                  | 6:08 |
| 3. | "Marrakesh Night Market" (live)       | 6:44 |
| 4. | "The Dark Night of the Soul" (live)   | 6:20 |

## Hitlister
| Hitliste (1997–1998)                    | Højeste palcering |
| --------------------------------------- | ----------------- |
| Canada Top Singles (RPM)                | 10                |
| Canada Adult Contemporary (RPM)         | 1                 |
| USA Billboard Hot 100                   | 18                |
| USA Adult Alternative Songs (Billboard) | 1                 |
| USA Adult Contemporary (Billboard)      | 23                |
| USA Adult Top 40 (Billboard)            | 3                 |
| USA Alternative Songs (Billboard)       | 17                |
| USA Mainstream Top 40 (Billboard)       | 14                |

| Hitliste (1998)                 | Placering |
| ------------------------------- | --------- |
| Canada Top Singles (RPM)        | 52        |
| Canada Adult Contemporary (RPM) | 17        |
| US Billboard Hot 100            | 83        |